# Stratovox
Stratovox, noto in Giappone come Speak & Rescue (スピーク&レスキュ?, Supīku & Resukyū), è uno sparatutto a schermata fissa per arcade sviluppato da Sun Electronics (oggi Sunsoft) e pubblicato in Nord America nel 1980 dalla Taito. È il primo titolo videoludico con sintesi vocale.

## Modalità di gioco
Il giocatore controlla un'astronave che deve sparare alle navicelle aliene che tenteranno non solo di distruggerla, ma anche di rapire dieci astronauti che si trovano sul lato destro dello schermo. Se esse riescono a rapire tutti gli astronauti, la partita finisce indipendentemente dalle astronavi che il giocatore ha di riserva.
Tra le voci che si possono sentire ci sono le frasi "Help me, help me", "Very good!", "We'll be back" e "Lucky". La frase "Help me" viene riprodotta durante la modalità demo. La versione giapponese del gioco presenta un parlato giapponese, come「助けて！」 ("Tasukete!") invece di "Help me!"

## Cloni
Un clone di Stratovox, Bandits, venne distribuito da Sirius Software nel 1982 per gli home computer Apple II, Commodore 64, Atari 8-bit e Commodore VIC-20.